# فلاویو دسترو
فلاویو دسترو (انگلیسی: Flavio Destro؛ زادهٔ ۲۸ اوت ۱۹۶۲) بازیکن فوتبال اهل ایتالیا است.
از باشگاه‌هایی که در آن بازی کرده‌است می‌توان به باشگاه فوتبال رجینا، باشگاه فوتبال آسکولی، باشگاه فوتبال تورینو، باشگاه فوتبال دلفینو پسکارا، باشگاه فوتبال چزنا، و باشگاه فوتبال امپولی اشاره کرد.